# Список Героев Советского Союза (Башкортостан)

Список Героев Советского Союза (Республики Башкортостан)
В списке представлены в алфавитном порядке жители Башкортостана (Башкирской АССР) — Герои Советского Союза. Список содержит информацию о дате Указа о присвоении звания, роде войск, должности и воинском звании Героев на время присвоения звания Героя Советского Союза, годах жизни, месте рождения и смерти.
 Серым цветом в таблице выделены Герои, награждённые посмертно. 
* Обозначены Герои, родившиеся на территории Оренбургской и Уфимской губерниях, части Пермской и Самарской губерний, Башкирской АССР, оставшиеся за пределами Республики Башкортостан.
** Обозначены Герои, прибывшие в республику из других регионов страны, в том числе мобилизованные и призванные на территории Башкирской АССР.

## Дважды Герои Советского Союза
| Фото | Фамилия Имя Отчество   | Годы жизни              | Род войск | Дата Указа 1 | Дата Указа 2 | Должность           | Звание          |
| ---- | ---------------------- | ----------------------- | --------- | ------------ | ------------ | ------------------- | --------------- |
|      | Гареев Муса Гайсинович | 09.06.1922 — 17.09.1987 | авиация   | 23.02.1945   | 19.04.1945   | командир эскадрильи | капитан / майор |

| №   | Фамилия, Имя Отчество                 | Годы жизни | Год присвоения         |
| --- | ------------------------------------- | ---------- | ---------------------- |
| 1   | Абдуллин, Анвар Абдуллинович          | 1917—2002  | 1945                   |
| 2   | Абдуллин, Мансур Идиатович            | 1919—1996  | 1943                   |
| 3   | Авдошкин, Семён Егорович              | 1918—1963  | 1944                   |
| 4   | Аглетдинов, Файзулла Хазиевич         | 1915—1988  | 1943                   |
| 5   | Аглиуллин, Хамит Шамсутдинович        | 1919—1943  | 1943                   |
| 6   | Актуганов, Махмут Сафиевич            | 1924—1972  | 1944                   |
| 7   | Алексеев, Павел Фёдорович             | 1912—1985  | 1945                   |
| 8   | Алымов, Алексей Михайлович*           | 1923—2009  | 1945                   |
| 9   | Аляев, Иван Павлович                  | 1918—2000  | 1940                   |
| 10  | Аминов, Миннетдин Гильметдинович      | 1922—1969  | 1943                   |
| 11  | Андреев, Кирилл Дементьевич           | 1901—1972  | 1943                   |
| 12  | Анискин, Михаил Александрович         | 1922—1944  | 1945                   |
| 13  | Антипин, Иван Алексеевич              | 1921—2005  | 1944                   |
| 14  | Антипин, Филипп Лукьянович            | 1900—1944  | 1944                   |
| 15  | Антошкин, Николай Тимофеевич          | 1942—2021  | 1986                   |
| 16  | Арасланов, Гафиатулла Шагимарданович  | 1915—1945  | 1940                   |
| 17  | Артамонов, Владимир Иванович          | 1906—1944  | 1939                   |
| 18  | Асеев, Алексей Александрович          | 1922—1980  | 1944                   |
| 19  | Аскин, Гайфутдин Гафиятович           | 1924—2007  | 1945                   |
| 20  | Асфандияров, Закир Лутфурахманович    | 1918—1977  | 1944                   |
| 21  | Ахмалетдинов, Фазульян Фазлыевич      | 1918—1979  | 1945                   |
| 22  | Ахмеров, Габит Абдуллович             | 1921—1996  | 1944                   |
| 23  | Ахметгалин, Хакимьян Рахимович        | 1924—1944  | 1945                   |
| 24  | Ахметзянов, Зайнетдин Низамутдинович  | 1897—1990  | 1944                   |
| 25  | Ахметов, Абдулла Шангареевич          | 1918—1995  | 1944                   |
| 26  | Ахметшин, Каюм Хабибрахманович        | 1909—1943  | 1944                   |
| 27  | Ахтямов, Хасан Багдеевич              | 1925—1944  | 1944                   |
| 28  | Бабушкин, Роман Романович             | 1919—1999  | 1945                   |
| 29  | Бадрутдинов, Минулла Бадрутдинович    | 1901—1943  | 1944                   |
| 30  | Баймурзин, Гаяз Исламетдинович        | 1913—1948  | 1944                   |
| 31  | Басманов, Гавриил Иванович            | 1920—1945  | 1943                   |
| 32  | Бедренко, Николай Васильевич          | 1923—1985  | 1945                   |
| 33  | Безценный, Виктор Николаевич          | 1924—1976  | 1943                   |
| 34  | Бекетов, Василий Семёнович            | 1924—1991  | 1945                   |
| 35  | Белов, Василий Михайлович             | 1925—1993  | 1943                   |
| 36  | Белов, Фёдор Иванович                 | 1920—1979  | 1945                   |
| 37  | Бердин, Галей Иркабаевич              | 1907—1973  | 1944                   |
| 38  | Бережной, Иван Михайлович             | 1924—1944  | 1945                   |
| 39  | Бикеев, Султан Хамитович              | 1916—2006  | 1943                   |
| 40  | Биктимиров, Сальман Галиахметович     | 1913—1971  | 1944                   |
| 41  | Булатов, Худат Салимьянович           | 1906—1982  | 1944                   |
| 42  | Бусаргин, Николай Матвеевич           | 1919—1990  | 1946                   |
| 43  | Вакульский, Александр Васильевич      | 1922—1990  | 1945                   |
| 44  | Валеев, Абдулла Хабибуллович          | 1922—1944  | 1943                   |
| 45  | Валеев, Салих Шайбакович              | 1912—1972  | 1943                   |
| 46  | Васёв, Григорий Тимофеевич            | 1922—2004  | 1945                   |
| 47  | Васильев, Василий Семёнович           | 1912—1944  | 1945                   |
| 48  | Васильев, Григорий Семёнович          | 1897—1943  | 1943                   |
| 49  | Васильев, Павел Ефимович              | 1909—1978  | 1945                   |
| 50  | Ведерников, Николай Степанович        | 1925—2001  | 1945                   |
| 51  | Ветошников, Георгий Александрович     | 1918—1946  | 1944                   |
| 52  | Волков, Николай Иванович              | 1924—1983  | 1945                   |
| 53  | Габдрашитов, Фазулла Габдуллинович    | 1903—1975  | 1944                   |
| 54  | Гадельшин, Хамит Габдуллович          | 1923—2000  | 1944                   |
| 55  | Гайдым, Иван Яковлевич                | 1916—1944  | 1944                   |
| 56  | Гайсин, Хасан Назирович               | 1908—1991  | 1945                   |
| 57  | Гайфуллин, Абдрахман Зайнуллович      | 1908—1945  | 1945                   |
| 58  | Галимзянов, Салимзян Галимзянович     | 1915—2005  | 1943                   |
| 59  | Галимов, Вахит Газизович              | 1921—1943  | 1944                   |
| 60  | Гареев, Муса Гайсинович               | 1922—1987  | 23.02.1945, 19.04.1945 |
| 61  | Гатиатуллин, Шакир Юсупович           | 1916—1972  | 1944                   |
| 62  | Гизатуллин, Абдулла Губайдуллович     | 1904—1945  | 1944                   |
| 63  | Гилязетдинов, Тазетдин Багаутдинович  | 1924—2012  | 1945                   |
| 64  | Гнусин, Александр Фёдорович           | 1919—2007  | 1945                   |
| 65  | Головин, Алексей Степанович           | 1912—1981  | 1943                   |
| 66  | Голубков, Николай Николаевич          | 1920—1945  | 1945                   |
| 67  | Гордеев, Александр Семёнович          | 1903—1975  | 1944                   |
| 68  | Горин, Анатолий Сергеевич             | 1922—1981  | 1946                   |
| 69  | Горошек, Павел Антонович              | 1925—1994  | 1943                   |
| 70  | Горчилин, Александр Михайлович        | 1925—1970  | 1943                   |
| 71  | Горшков, Василий Николаевич           | 1920—1944  | 1943                   |
| 72  | Грачев, Иван Николаевич               | 1903—1943  | 1943                   |
| 73  | Гриб, Иван Евдокимович*               | 1911—1987  | 1943                   |
| 74  | Гришин, Иван Трифонович*              | 1919—1944  | 1945                   |
| 75  | Губайдуллин, Миннигали Хабибуллович   | 1921—1944  | 1944                   |
| 76  | Губин, Евгений Иванович               | 1923—1991  | 1944                   |
| 77  | Гулеватый, Кирилл Дмитриевич          | 1912—1992  | 1945                   |
| 78  | Гуреев, Сергей Николаевич             | 1918—2013  | 1944                   |
| 79  | Давлетов, Абдрауф Ганеевич            | 1916—1943  | 1944                   |
| 80  | Давлятов, Бакир Рахимович             | 1915—1982  | 1944                   |
| 81  | Дёгтев, Пётр Максимович               | 1918—2003  | 1944                   |
| 82  | Дегтярь, Николай Иванович*            | 1916—1986  | 1945                   |
| 83  | Дема, Леонид Васильевич               | 1916—2004  | 1944                   |
| 84  | Днепров, Пётр Алексеевич              | 1919—1974  | 1945                   |
| 85  | Доброрез, Василий Павлович            | 1917—1999  | 1945                   |
| 86  | Дятлов, Игнатий Семёнович             | 1925—1999  | 1945                   |
| 87  | Евстигнеев, Александр Семёнович       | 1894—1945  | 1945                   |
| 88  | Егоров, Михаил Анисимович             | 1905—1945  | 1945                   |
| 89  | Ежов, Николай Герасимович             | 1922—1945  | 1945                   |
| 90  | Елисеев, Федот Васильевич             | 1915—2004  | 1943                   |
| 91  | Ёлкин, Иван Сергеевич                 | 1924—1991  | 1945                   |
| 92  | Ерёмин, Михаил Иванович               | 1920—1945  | 1945                   |
| 93  | Жувасин, Павел Алексеевич             | 1908—1944  | 1944                   |
| 94  | Закиров, Ахмет Закирович              | 1911—1988  | 1944                   |
| 95  | Зорин, Сергей Иванович                | 1911—1954  | 1946                   |
| 96  | Иванов, Пётр Игнатьевич               | 1904—1945  | 1946                   |
| 97  | Идрисов, Гилемхан Идрисович           | 1913—1977  | 1945                   |
| 98  | Ильин, Сергей Спиридонович            | 1925—1945  | 1945                   |
| 99  | Имамутдинов, Магсум Имамутдинович     | 1898—1945  | 1945                   |
| 100 | Ириков, Николай Романович             | 1921—1943  | 1943                   |
| 101 | Ишкинин, Ишмай Иштубаевич             | 1914—1964  | 1945                   |
| 102 | Ишкулов, Гатият Абдулович             | 1916—1944  | 1945                   |
| 103 | Ищенко, Иван Митрофанович*            | 1912—1979  | 1944                   |
| 104 | Казаков, Степан Александрович         | 1914—1964  | 1943                   |
| 105 | Калганов, Алексей Нестерович          | 1921—1990  | 1945                   |
| 106 | Карманов, Афанасий Георгиевич         | 1907—1941  | 1942                   |
| 107 | Кармишин, Дмитрий Дмитриевич          | 1926—1956  | 1956                   |
| 108 | Киселёв, Геннадий Семёнович           | 1922—1979  | 1946                   |
| 109 | Киселёв, Иван Александрович           | 1920—2008  | 1945                   |
| 110 | Князев, Иван Николаевич               | 1924—1999  | 1943                   |
| 111 | Кобелев, Александр Иванович           | 1910—1975  | 1944                   |
| 112 | Ковальский, Антон Филиппович          | 1906—1945  | 1944                   |
| 113 | Ковшова, Наталья Венедиктовна         | 1920—1942  | 1943                   |
| 114 | Комлев, Петр Александрович            | 1921—1945  | 1945                   |
| 115 | Копейкин, Игорь Валентинович          | 1920—2002  | 1945                   |
| 116 | Копылов, Василий Данилович            | 1921—1966  | 1944                   |
| 117 | Копылов, Павел Иванович*              | 1921—1999  | 1945                   |
| 118 | Корнеев, Иван Ильич                   | 1916—1989  | 1945                   |
| 119 | Корочкин, Пётр Георгиевич             | 1920—1944  | 1945                   |
| 120 | Корнилаев, Анатолий Николаевич        | 1923—2011  | 1943                   |
| 121 | Косолапов, Филипп Макарович           | 1919—1994  | 1943                   |
| 122 | Кочетков, Степан Михайлович           | 1923—1984  | 1943                   |
| 123 | Кочетов, Иван Данилович               | 1917—1943  | 1943                   |
| 124 | Криворотов, Михаил Павлович           | 1920—1943  | 1941                   |
| 125 | Кровко, Пётр Михайлович               | 1911—1992  | 1943                   |
| 126 | Кубакаев, Тимирай Кубакаевич          | 1919—1943  | 1943                   |
| 127 | Кувшинов, Леонид Михайлович           | 1914—1973  | 1957                   |
| 128 | Кудимов, Павел Васильевич             | 1899—1943  | 1943                   |
| 129 | Кужаков, Мурат Галлямович             | 1904—1986  | 1944                   |
| 130 | Кузьмин, Василий Фёдорович            | 1907—1943  | 1943                   |
| 131 | Кузьмин, Николай Михайлович           | 1919—1963  | 1945                   |
| 132 | Кулаков, Пётр Афанасьевич             | 1923—1994  | 1945                   |
| 133 | Кусимов, Тагир Таипович               | 1909—1986  | 1944                   |
| 134 | Лазарев, Дмитрий Ильич                | 1922—1991  | 1945                   |
| 135 | Латыпов, Габдрахман Хакимович         | 1917—1945  | 1945                   |
| 136 | Латыпов, Куддус Канифович             | 1923—2016  | 1946                   |
| 137 | Лобанов, Андрей Григорьевич           | 1914—1942  | 1943                   |
| 138 | Лоскутов, Виктор Георгиевич           | 1923—1970  | 1945                   |
| 139 | Лысенков, Алексей Максимович          | 1921—1945  | 1944                   |
| 286 | Лазарев, Николай Иванович             | 1926—1998  | 1990                   |
| 140 | Мазитов, Гали Ахметович               | 1912—1995  | 1944                   |
| 141 | Майский, Сахип Нурлугаянович          | 1901—1943  | 1940                   |
| 142 | Максимча, Иван Васильевич             | 1922—1985  | 1945                   |
| 143 | Малышев, Николай Иванович             | 1911—1973  | 1986                   |
| 144 | Маневич, Лев Ефимович                 | 1898—1945  | 1965                   |
| 145 | Маслов, Василий Иванович              | 1924—1944  | 1945                   |
| 146 | Матросов, Александр Матвеевич         | 1924—1943  | 1943                   |
| 147 | Мельников, Борис Васильевич           | 1923—1951  | 1945                   |
| 148 | Мельников, Николай Павлович           | 1922—1995  | 1944                   |
| 149 | Миннигулов, Тафтизан Тагирович        | 1922—1943  | 1944                   |
| 150 | Миниахметов, Нурлы Миниахметович      | 1914—1989  | 1944                   |
| 151 | Миннибаев, Гумер Хазинурович          | 1923—1999  | 1945                   |
| 152 | Михайлов, Александр Фадеевич          | 1921—1984  | 1943                   |
| 153 | Михайлов, Александр Яковлевич*        | 1921—1984  | 1943                   |
| 154 | Михляев, Степан Андреевич             | 1919—2001  | 1944                   |
| 155 | Морев, Николай Николаевич             | 1917—1997  | 1943                   |
| 156 | Мосолов, Георгий Константинович*      | 1926—2018  | 1960                   |
| 157 | Мурзагалимов, Газис Габидуллович*     | 1923—1990  | 1944                   |
| 158 | Мустакимов, Зайнулла Мустакимович     | 1924—1945  | 1945                   |
| 159 | Мушников, Георгий Иустинович          | 1923—1984  | 1945                   |
| 160 | Нагуманов, Дайлягай Сираевич          | 1922—1944  | 1945                   |
| 161 | Недошивин, Вениамин Георгиевич        | 1917—1988  | 1944                   |
| 162 | Нелюбин, Иван Яковлевич               | 1914—1945  | 1945                   |
| 163 | Немчинов, Александр Михайлович        | 1919—1985  | 1943                   |
| 164 | Никифоров, Алексей Фёдорович          | 1915—1977  | 1944                   |
| 165 | Николаев, Василий Семёнович           | 1907—1989  | 1944                   |
| 166 | Никонов, Алексей Васильевич           | 1911—1937  | 1937                   |
| 167 | Новожёнов, Иван Иванович              | 1914—1944  | 1945                   |
| 168 | Номинас, Борис Деомидович             | 1911—1995  | 1944                   |
| 169 | Нортенко, Василий Иванович*           | 1922—2003  | 1945                   |
| 170 | Нуркаев, Талип Латыпович              | 1925—1997  | 1944                   |
| 171 | Обухов, Николай Феоктистович          | 1921—1990  | 1941                   |
| 172 | Овчаренко, Кузьма Иванович            | 1901—1943  | 1944                   |
| 173 | Овчаров, Степан Семёнович             | 1909—1943  | 1944                   |
| 174 | Овчинников, Григорий Семёнович        | 1898—1943  | 1944                   |
| 175 | Оглоблин, Иван Васильевич             | 1921—2011  | 1944                   |
| 176 | Оргин, Константин Петрович*           | 1910—1964  | 1944                   |
| 177 | Орсаев, Егор Орсаевич                 | 1910—1951  | 1945                   |
| 178 | Павлов, Николай Спиридонович          | 1922—1978  | 1944                   |
| 179 | Павлов, Пётр Егорович                 | 1925—1958  | 1945                   |
| 180 | Пантелькин, Анатолий Александрович    | 1919—1945  | 1945                   |
| 181 | Парамонов, Константин Ефимович        | 1908—1943  | 1944                   |
| 182 | Пасов, Николай Трофимович             | 1914—1977  | 1945                   |
| 183 | Патраков, Александр Фёдорович         | 1910—1943  | 1943                   |
| 184 | Паширов, Валентин Дмитриевич          | 1923—1943  | 1944                   |
| 185 | Пашкевич, Алексей Васильевич          | 1916—1967  | 1945                   |
| 186 | Пашков, Алексей Фёдорович             | 1920—1998  | 1943                   |
| 187 | Петров, Михаил Петрович               | 1904—1967  | 1945                   |
| 188 | Пикунов, Александр Степанович         | 1923—2012  | 1945                   |
| 189 | Пименов, Иван Тимофеевич              | 1924—1943  | 1943                   |
| 190 | Пинский, Матвей Савельевич            | 1916—1987  | 1945                   |
| 191 | Поддубный, Алексей Павлович           | 1907—1986  | 1943                   |
| 192 | Полунин, Иван Александрович           | 1912—1990  | 1945                   |
| 193 | Полуэктов, Степан Михайлович          | 1919—1945  | 1943                   |
| 194 | Пономарёв, Павел Иванович             | 1903—1944  | 1945                   |
| 195 | Пономарёв, Сергей Дмитриевич          | 1906—1991  | 1945                   |
| 196 | Попов, Андрей Фёдорович               | 1909—1947  | 1944                   |
| 197 | Попов, Геннадий Петрович              | 1917—1976  | 1945                   |
| 198 | Попов, Николай Ильич                  | 1912—1943  | 1944                   |
| 199 | Примакин, Иван Васильевич*            | 1923—1982  | 1945                   |
| 200 | Протвинь, Иван Степанович             | 1926—1944  | 1945                   |
| 201 | Пстыго, Иван Иванович                 | 1918—2009  | 1978                   |
| 202 | Пугаев, Степан Александрович          | 1910—1944  | 1943                   |
| 203 | Пулькин, Григорий Степанович          | 1916—1945  | 1940                   |
| 204 | Пятяри, Иван Викторович               | 1921—1949  | 1945                   |
| 205 | Рабовалюк, Михаил Иванович            | 1915—1945  | 1945                   |
| 206 | Ракшин, Дмитрий Сергеевич             | 1913—1961  | 1943                   |
| 207 | Рогалёв, Пётр Леонтьевич              | 1912—1988  | 1945                   |
| 208 | Романов, Николай Кириллович           | 1919—1943  | 1943                   |
| 209 | Ромашкин, Иван Данилович*             | 1909—1998  | 1945                   |
| 210 | Рутчин, Алексей Иванович              | 1911—1943  | 1944                   |
| 211 | Рыбалко, Иван Игнатьевич              | 1925—2000  | 1943                   |
| 212 | Рябов, Андрей Фёдорович               | 1925—2004  | 1944                   |
| 213 | Саевич, Тимофей Александрович         | 1921—2003  | 1945                   |
| 214 | Саитов, Габдулхай Саитович            | 1924—2000  | 1945                   |
| 215 | Сайранов, Садык Уильданович           | 1917—1976  | 1945                   |
| 216 | Сафин, Нурулла Давлетгареевич         | 1923—1995  | 1945                   |
| 217 | Сафонов, Анатолий Георгиевич          | 1919—1944  | 1944                   |
| 218 | Секин, Владимир Алексеевич            | 1924—2005  | 1945                   |
| 219 | Сергеев, Дмитрий Степанович           | 1922—2003  | 1945                   |
| 220 | Серебрянников, Александр Георгиевич   | 1904—1943  | 1943                   |
| 221 | Сериков, Иван Павлович                | 1916—1958  | 1945                   |
| 222 | Серков, Андрей Игнатьевич             | 1919—1945  | 1944                   |
| 223 | Сидоренко, Александр Филиппович       | 1915—1982  | 1944                   |
| 224 | Силантьев, Иван Матвеевич             | 1918—1958  | 1943                   |
| 225 | Синицын, Василий Иванович             | 1918—1971  | 1945                   |
| 226 | Сиренко, Иван Лаврентьевич            | 1910—1965  | 1945                   |
| 227 | Соколов, Михаил Анисимович            | 1925—2003  | 1945                   |
| 228 | Старцев, Александр Петрович           | 1922—2009  | 1943                   |
| 229 | Степанов, Александр Николаевич        | 1910—1991  | 1945                   |
| 230 | Степанов, Константин Иванович         | 1922—1999  | 1945                   |
| 231 | Степанов, Никита Андреевич            | 1913—1953  | 1944                   |
| 232 | Суковатов, Николай Иванович*          | 1921—1992  | 1943                   |
| 233 | Сулейманов, Шариф Сулейманович        | 1920—1994  | 1943                   |
| 234 | Сунагатуллин, Жавдат Гумурдакович     | 1924—2007  | 1944                   |
| 235 | Суфьянов, Суфий Хазиевич              | 1914—1999  | 1945                   |
| 236 | Суханов, Николай Иванович             | 1918—1944  | 1945                   |
| 237 | Сухов, Иван Степанович                | 1907—1976  | 1939                   |
| 238 | Сухоруков, Алексей Яковлевич          | 1916—1973  | 1943                   |
| 239 | Сыртланов, Муллаяр Исламгареевич      | 1923—1944  | 1944                   |
| 240 | Сыртланова, Магуба Гусейновна         | 1912—1971  | 1946                   |
| 241 | Сюткин, Пётр Иванович                 | 1915—1954  | 1946                   |
| 242 | Танцоров, Григорий Васильевич         | 1908—1944  | 1944                   |
| 243 | Тарасенко, Василий Фомич              | 1920—1995  | 1945                   |
| 244 | Ташкин, Михаил Александрович          | 1918—1945  | 1945                   |
| 245 | Титов, Василий Фёдорович              | 1911—2000  | 1943                   |
| 246 | Ткаченко, Яков Тарасович              | 1906—1979  | 1945                   |
| 247 | Толокнов, Борис Андреевич             | 1922—1945  | 1945                   |
| 248 | Томаров, Василий Александрович        | 1921—2004  | 1945                   |
| 249 | Трошин, Алексей Васильевич            | 1925—2008  | 1943                   |
| 250 | Трушков, Илья Фёдорович               | 1925—1993  | 1945                   |
| 251 | Утин, Василий Ильич                   | 1918—1941  | 1942                   |
| 252 | Утягулов, Зубай Тухватович            | 1913—1943  | 1943                   |
| 253 | Ушаков, Пётр Алексеевич               | 1922—1944  | 1944                   |
| 254 | Фархутдинов, Миргай Ахмаевич          | 1915—1944  | 1944                   |
| 255 | Фаткуллин, Анвар Асадуллович          | 1922—1986  | 1945                   |
| 256 | Ферапонтов, Владимир Петрович         | 1909—1943  | 1943                   |
| 257 | Филатов, Григорий Иванович            | 1918—2000  | 1943                   |
| 258 | Фролов, Александр Павлович*           | 1921—1994  | 1965                   |
| 259 | Хайбуллин, Кутлуахмет Кутлугаллямович | 1921—1943  | 1944                   |
| 260 | Хайдаров, Амирьян Сулейманович        | 1911—1996  | 1944                   |
| 261 | Хайдаршин, Гайнанша Хайдаршинович     | 1911—2006  | 1944                   |
| 262 | Халиков, Тимербулат Галяутдинович     | 1917—1958  | 1944                   |
| 263 | Хасанов, Сафа Хузянович               | 1916—1973  | 1944                   |
| 264 | Хачин, Георгий Андреевич              | 1915—1978  | 1943                   |
| 265 | Хохлов, Анатолий Иванович             | 1918—1995  | 1945                   |
| 266 | Худяков, Александр Алексеевич         | 1906—1944  | 1944                   |
| 267 | Цибизов, Леонид Герасимович           | 1925—2009  | 1943                   |
| 268 | Цыбин, Иван Максимович*               | 1922—1998  | 1944                   |
| 269 | Челов, Николай Михайлович             | 1909—1943  | 1944                   |
| 270 | Черепахин, Сергей Павлович            | род. 1923  | 1945                   |
| 271 | Черкасов, Владимир Иванович           | 1918—1943  | 1943                   |
| 272 | Черных, Николай Андреевич             | 1924—1982  | 1943                   |
| 273 | Чухарев, Александр Иванович           | 1915—2007  | 1945                   |
| 274 | Шабанов, Василий Прокофьевич          | 1905—1963  | 1943                   |
| 275 | Шайхутдинов, Гимай Фасхутдинович      | 1913—1952  | 1944                   |
| 276 | Шакиров, Ульмас Шакирович             | 1922—1998  | 1944                   |
| 277 | Шамгулов, Фаттах Гафурьянович         | 1921—1945  | 1946                   |
| 278 | Щербаков, Павел Фёдорович             | 1924—1945  | 1945                   |
| 279 | Шишков, Михаил Фёдорович              | 1921—2015  | 1944                   |
| 280 | Шкураков, Михаил Ермилович            | 1901—1944  | 1945                   |
| 281 | Шумейко, Григорий Григорьевич         | 1923—1977  | 1945                   |
| 282 | Яковлев, Алексей Александрович        | 1923—1990  | 1946                   |
| 283 | Якупов, Назым Мухаметзянович          | 1928—2009  | 1956                   |
| 284 | Ямалетдинов, Шагий Ямалетдинович      | 1914—1968  | 1946                   |
| 285 | Янченко, Вячеслав Михайлович          | род. 1938  | 1973                   |

## Интересные факты
14 августа 2012 года скончался последний Герой Советского Союза, проживавший в Башкортостане, ветеран Великой Отечественной войны Тазетдин Гилязетдинов.